# Zamarada cepa
Zamarada cepa là một loài bướm đêm trong họ Geometridae.